# Hrvatska akademija znanosti i umjetnosti
Hrvatska akademija znanosti i umjetnosti (HAZU) najviša je hrvatska znanstvena i umjetnička institucija. Na poticaj biskupa Josipa Jurja Strossmayera osnovao ju je Hrvatski sabor 29. travnja 1861., što se danas slavi kao Dan HAZU-a.

## Povijest
Već u 16. st. Hrvati su imali svoje akademije, znanstvene ustanove ili znanstvena društva najuglednijih i najučenijih ljudi, koji su uzeli sebi kao zadaću da svojim izdanjima, raspravama i povremenim akademičkim sastancima stalno daju nove poticaje znanstvenom istraživanju i gojenju čiste znanosti, umjetnosti i moralnih vrlina. Pripreme za osnutak današnje Hrvatske akademije znanosti i umjetnosti u Zagrebu (HAZU) učinjene su u sam osvit hrvatskoga narodnog preporoda. Preporodne zamisli o osnivanju "učenog društva" izrečene u prvim desetljećima prošloga stoljeća u skladu s težnjama prvaka narodnoga buđenja, oblikovane su u zaključke Hrvatskoga sabora iz 1836. pa potom 1843., 1845. i 1847. godine, koje su vodile prema osnivanju ustanove od općeg nacionalnog značenja, najviše znanstvene i umjetničke ustanove: akademije znanosti. 
Revolucionarni su događaji sljedećih godina i potom apsolutizam unutar Austro-Ugarske monarhije odgodili na više od deset godina izvršenje navedenih odluka. Nakon tzv. Luksemburškog manifesta cara Franje Josipa I. donekle se liberalizira politički i društveni život, pa novi Ustav od 1860. osigurava neovisan Hrvatski sabor. U tu svrhu sazvana Banska konferencija bila je važna i za osnivanje nacionalne akademije. Temelje HAZU položio je Josip Juraj Strossmayer, 10. prosinca 1860., kada je prvoj Banskoj konferenciji uputio pismenu darovnicu i dao novčani prilog (50.000 forinti) nužan za zakladu akademije. Njegov primjer ubrzo slijedi cijela Hrvatska. Upravo izabrani Hrvatski sabor 15. travnja 1861. već 29. travnja iste godine jednoglasno prihvaća Strossmayerov prijedlog o osnutku akademije nazvane u duhu ilirizma i hrvatskog narodnog preporoda Jugoslavenska akademija znanosti i umjestnosti (JAZU). Sabor je stavlja u svoju zaštitu, a istoga dana izabran je odbor koji će izraditi statut Akademije, s jasnim određenjem njezine svrhe i ustroja. Tada su prihvaćena Pravila i u obliku zakonskoga prijedloga poslana kralju na sankciju, koji ih potvrđuje tek 7. kolovoza 1863. uz zahtjev za promjenom određenih tekstualnih izričaja zbog posebnih interesa bečkih političkih čimbenika. Novoizabrani Sabor 1865. prerađuje Pravila i kralj odobrava prilično izmijenjena pravila o Jugoslavenskoj akademiji znanosti i umjetnosti tek 4. ožujka 1866. godine. Odmah zatim vladar je potvrdio i prvih 14 (od 16) pravih članova Akademije. Ta pravila ostala su nepromijenjena do početka Drugoga svjetskoga rata.
Na sjednici 26. srpnja 1866. članovi prihvaćaju Poslovnik te biraju Josipa Jurja Strossmayera za pokrovitelja, a kanonika i povjesničara Franju Račkoga za prvog predsjednika. Bila su osnovana tri razreda: historičko-filološki, filozofičko-juridički i matematičko-prirodoslovni. Zahvaljujući naraslomu fondu, od 1919. djeluje još i umjetnički razred. a knjižnice i arhiva osobito je dragocjena arhivska zbirka glagoljskih rukopisa, koja je među najvećima u svijetu. Zahvaljujući poklonu zbirke slika J. J. Strossmayera, utemeljena je Galerija starih majstora – službeno otvorena 1884. smještanjem slika u prostorije današnje Akademijine zgrade na Zrinjskom trgu u Zagrebu. 
Nacionalna akademija znanosti i umjetnosti u svojim je početnim danima uzela ime akademije Slavorum meridionalium (južnoslavenska) kao iskaz romantično-utopijskog pogleda na slavensko jedinstvo europskog juga, da bi tek u doba samostalne Hrvatske (ne računajući odluku o hrvatskom imenu iz vremena Banovine Hrvatske i razdoblja NDH) u potpunosti zadobila narodno ime koje i danas nosi u skladu s riječima Franje Račkoga: "Naša je Akademija osnovana ponajprije da hrvatskomu narodu služi, da ispituje njegov jezik, njegovu povijest i književnost, domovine njegove prirodne odnošaje." 
Hrvatska akademija svake godine 29. travnja slavi Dan Akademije u spomen na odluku Hrvatskoga sabora o osnivanju akademije znanosti. Toga se dana istaknutim pojedincima dodjeljuju Nagrade HAZU.

## Glavne zadaće
Glavne zadaće Akademije utvrđene su u članku 3. Zakona o HAZU, i to kako slijedi:
- Akademija potiče i organizira znanstveni rad i zalaže se za primjenu postignutih rezultata, razvija umjetničku i kulturnu djelatnost i brine o hrvatskoj kulturnoj baštini i njezinoj afirmaciji u svijetu;
- objavljuje rezultate znanstvenih istraživanja i umjetničkog stvaralaštva;
- daje prijedloge i mišljenja za unapređivanje znanosti i umjetnosti na područjima koja su od osobite važnosti za Republiku Hrvatsku.

## Članstvo
Članovi Akademije su počasni, redoviti i dopisni te članovi suradnici. Akademija je započela 1866. godine sa 16 redovitih članova, dok ih danas može imati do 160, iako ih se nikad ne bira do tog broja. Na dan 1. siječnja 2022. bila su 123 redovita člana. 
Redoviti članovi:
Za redovitoga člana može biti izabran znanstvenik ili umjetnik, državljanin Republike Hrvatske, čiji su rezultati i dometi na polju znanosti ili umjetnosti po svojoj visokoj vrijednosti općepriznati. 
Počasni članovi
Za počasnoga člana može biti izabrana osoba osobito zaslužna za razvoj i napredak znanosti i umjetnosti. 
Dopisni članovi:
Za dopisnoga člana biraju se u pravilu istaknuti znanstvenici i umjetnici iz inozemstva koji u nekom obliku surađuju s Hrvatskom akademijom znanosti i umjetnosti. Među njima su mnogi dobitnici najvećih nagrada u znanosti i umjetnosti. Dopisnih članova može biti do 160. 
Članovi suradnici:
Za člana suradnika biraju se u pravilu mlađi znanstvenici ili umjetnici iz Republike Hrvatske, a može ih biti najviše 100.

## Ustroj

### Razredi
Nosioci Akademijinih zadataka su razredi. Radni sastav razredā čine redoviti članovi, a u širi sastav ulaze i dopisni članovi i članovi suradnici. Razredi, koje vode njihovi tajnici, svoje odluke donose na sjednicama. U Akademiji djeluju ovi razredi:
- I. Razred za društvene znanosti
- II. Razred za matematičke, fizičke i kemijske znanosti (Odbor za fiziku, Odbor za kemiju, Odbor za matematiku)
- III. Razred za prirodne znanosti (Odbor za geokemiju, Odbor za krš, Odbor za primijenjenu genomiku)
- IV. Razred za medicinske znanosti (Odbor za alergologiju, kliničku imunologiju i biološke preparate, Odbor za animalnu i komparativnu patologiju, Odbor za aterosklerozu, Odbor za genomiku i proteomiku u onkologiji, Odbor za kardiovaskularne bolesti, Odbor za medicinsku leksikografiju, Odbor za medicinu rada, športa i zdravstvenu ekologiju, Odbor za neuroznanost i bolesti mozga, Odbor za orofacijalne bolesti, Odbor za tumore)
- V. Razred za filološke znanosti (Odbor za dijalektologiju, Odbor za etimologiju, Odbor za hrvatski latinitet, Odbor za leksikografiju, Odbor za onomastiku, Odbor za orijentalistiku)
- VI. Razred za književnost
- VII. Razred za likovne umjetnosti
- VIII. Razred za glazbenu umjetnost i muzikologiju
- IX. Razred za tehničke znanosti

### Znanstvenoistraživačke jedinice
Akademija ima i svoje znanstvenoistraživačke i umjetničke jedinice u Zagrebu i izvan Zagreba koje se u pravilu nalaze u nadležnosti pojedinih razreda. Njihove voditelje na prijedlog razredā imenuje predsjedništvo Hrvatske akademije znanosti i umjetnosti. Znanstvenoistraživačke su jedinice:
- Zavod za povijesne i društvene znanosti u Zagrebu (Odsjek za povijesne znanosti, Odsjek za arheologiju, Odsjek za etnologiju, Odsjek za ekonomska istraživanja)
- Kabinet za arhitekturu i urbanizam i Arhiv za likovne umjetnosti
- Kabinet za pravne, političke i sociološke znanosti “Juraj Križanić”
- Jadranski zavod
- Zavod za povijest i filozofiju znanosti (Odsjek za povijest prirodnih i matematičkih znanosti, Odsjek za filozofiju znanosti, Odsjek za povijest medicinskih znanosti)
- Zavod za ornitologiju u Zagrebu
- Zavod za paleontologiju i geologiju kvartara u Zagrebu
- Zavod za povijest hrvatske književnosti, kazališta i glazbe (Odsjek za povijest hrvatske književnosti, Odsjek za povijest hrvatskog kazališta, Odsjek za povijest hrvatske glazbe)
- Zavod za lingvistička istraživanja u Zagrebu
- Zavod za imunologiju i genetiku tumora
- Antropološki centar
- Zavod za promet
- Zavod za povijesne znanosti u Zadru
- Zavod za povijesne i društvene znanosti u Rijeci
- Zavod za povijesne znanosti u Dubrovniku
- Zavod za istraživanje korozije i desalinaciju
- Zavod za znanstveni i umjetnički rad u Osijeku
- Zavod za znanstveni i umjetnički rad u Splitu
- Zavod za znanstveni rad u Varaždinu
- Zavod za znanstvenoistraživački i umjetnički rad u Bjelovaru
- Zavod za znanstveni i umjetnički rad u Požegi
- Centar za znanstveni rad u Vinkovcima
- Zavod za znanstvenoistraživački i umjetnički rad u Vukovaru
- Zavod za znanstvenoistraživački i umjetnički rad u Koprivničko - križevačkoj županiji, Križevci
- Zavod za biomedicinske znanosti u Rijeci Hrvatske akademije znanosti i umjetnosti
- Zavod za znanstveni i umjetnički rad u Đakovu
- Zavod za znanstvenoistraživački i umjetnički rad u Velikoj Gorici

### Muzejsko-galerijske jedinice
Muzejsko-galerijske jedinice HAZU su: Gliptoteka HAZU, Kabinet grafike, Hrvatski muzej arhitekture HAZU, Hrvatski muzej medicine i farmacije, Strossmayerova galerija starih majstora, Zbirka Baltazara Bogišića u Cavtatu i Memorijalna zbirka Maksimilijana Vanke u Korčuli.

### Druge jedinice
Unutar Akademije djeluju i druge jedinice: Arhiv HAZU, Knjižnica HAZU, Arboretum Trsteno i Zaklada HAZU.

### Znanstvena vijeća
Znanstvena su vijeća Akademije: Znanstveno vijeće za antropologijska istraživanja, Znanstveno vijeće za arhitekturu, urbanizam i uređenje prostora, Znanstveno vijeće za daljinska istraživanja, Znanstveno vijeće za državnu upravu, pravosuđe i vladavinu prava, Znanstveno vijeće za ekonomska istraživanja i hrvatsko gospodarstvo, Znanstveno vijeće za istraživačku infrastrukturu Hrvatske, Znanstveno vijeće za istraživanje odnosa Hrvatske i europskog jugoistoka u povijesnoj perspektivi, Znanstveno vijeće za kazalište, film, radio i televiziju, Znanstveno vijeće za kristalografiju HAZU - Hrvatska kristalografska zajednica, Znanstveno vijeće za mir i ljudska prava, Znanstveno vijeće za naftno-plinsko gospodarstvo i energetiku, Znanstveno vijeće za obrazovanje i školstvo, Znanstveno vijeće za poljoprivredu i šumarstvo, Znanstveno vijeće za pomorstvo, Znanstveno vijeće za prirodoznanstvena istraživanja Jadrana, Znanstveno vijeće za promet, Znanstveno vijeće za tehnološki razvoj, Znanstveno vijeće za turizam i prostor i Znanstveno vijeće za zaštitu prirode.

### Odbori
Odbori Akademije su: Knjižnični odbor Knjižnice HAZU, Odbor projekta Hrvatska i Europa, Odbor za imovinu, Odbor za koordinaciju rada znanstvenoistraživačkih i umjetničko-galerijskih jedinica, Odbor za međunarodnu suradnju, Odbor za nagrade, Odbor za normu hrvatskoga standardnog jezika, Odbor za obnovu i razvitak Arboretuma Trsteno, Odbor za Statut, Odbor za suradnju s hrvatskim sveučilištima i znanstvenim institutima, Odbor za utvrđivanje postojanja djela koje nije u skladu s ugledom i dostojanstvom člana Hrvatske akademije i Odbor za zaštitu dobara od nacionalnog interesa.

## Predsjednici
- Franjo Rački (1866. – 1886.) – JAZU
- Pavao Muhić (1887. – 1890.) – JAZU
- Josip Torbar (1890. – 1900.) – JAZU
- Tadija Smičiklas (1900. – 1914.) – JAZU
- Tomislav Maretić (1914. – 1918.) – JAZU
- Vladimir Mažuranić (1918. – 1921.) – JAZU
- Gustav Janeček (1921. – 1924.) – JAZU
- Gavro Manojlović (1924. – 1933.) – JAZU
- Albert Bazala (1933. – 1941.) – JAZU
- Tomo Matić (1942. – 1945.) – HAZU
- Andrija Štampar (1947. – 1958.) – JAZU
- Grga Novak (1958. – 1978.) – JAZU
- Jakov Sirotković (1978. – 1991.) – JAZU
- Ivan Supek (1991. – 1997.) – HAZU
- Ivo Padovan (1997. – 2003.) – HAZU
- Milan Moguš  (2004. – 2010.) – HAZU
- Zvonko Kusić (2011. – 2018.) – HAZU
- Velimir Neidhardt (2019. – ) – HAZU

## Nakladništvo
Akademija veliku pozornost posvećuje nakladničkoj djelatnosti u okviru koje se izdaju mnogobrojni časopisi, knjige, monografije, rječnici, katalozi izložaba. Prvi broj najstarije serije izdanja pod nazivom Rad Jugoslavenske akademije znanosti i umjetnosti izašao je 1867. i do 2012. tiskano je 514 svezaka.
Slijedila su druga Akademijina izdanja, kojima je obilježen njezin rad: Spomenici koji se odnose na povijest južnih Slavena (Monumenta spectantia historiam Slavorum meridionalium), zbirka izvora za povijest južnih Slavena (od 1868.), Starine (od 1869.), Stari pisci hrvatski (od 1869.), Povijesno-pravni spomenici južnih Slavena (Monumenta historico-iuridica Slavorum meridionalium), zbirka pravnih izvora (od 1877), Ljetopis Jugoslavenske akademije znanosti i umjetnosti (od 1877.), Rječnik hrvatskog ili srpskog jezika (1880. – 1976.), Djela Jugoslavenske akademije (od 1882.), Zbornik za narodni život i običaje južnih Slavena (od 1896.), Građa za povijest književnosti hrvatske (od 1897.) te Diplomatički zbornik Kraljevine Hrvatske, Dalmacije i Slavonije (Codex diplomaticus regni Croatiae, Dalmatiae et Slavoniae), koji obuhvaća diplomatičke isprave iz razdoblja 743. – 1400., a do sada je objavljeno (od 1904. do 1990) 18 svezaka. God. 1990. započet je rad na izradi dopuna te edicije, a do sada su tiskana dva sveska: Diplomatički zbornik Kraljevine Hrvatske, Dalmacije i Slavonije – Dodaci (Codex diplomaticus regni Croatiae, Dalmatiae et Slavoniae – Supplementa) (I–II, 1998. – 2002.).
Pojedini Akademijini znanstveni instituti izdaju posebne edicije s najnovijim istraživanjima za određeno područje. Od sredine 1990-ih Akademija radi na projektu Hrvatska i Europa: kultura, znanost i umjetnost, kojemu je cilj izdavanje višejezične sinteze hrvatske povijesti u pet svezaka. U tijeku je i projekt Acta Croatica, u sklopu kojega se priprema novo kritičko izdanje najvažnijih hrvatskih diplomatičkih isprava pisanih glagoljicom za razdoblje srednjeg i ranog novog vijeka.

## Manifestacije i nagrade
- Dan HAZU
- Nagrada HAZU

## Vanjske poveznice
|  | Zajednički poslužitelj ima stranicu o temi Hrvatska akademija znanosti i umjetnosti    |
|  | Zajednički poslužitelj ima još gradiva o temi Hrvatska akademija znanosti i umjetnosti |

- Službena web-stranica
- Hrvatska akademija znanosti i umjetnosti Hrvatska tehnička enciklopedija, portal hrvatske tehničke baštine. LZMK